# Anticlinura monochorda
Anticlinura monochorda é uma espécie de gastrópode do gênero Anticlinura, pertencente a família Mangeliidae.